# A paso de cangrejo
A paso de cangrejo (en alemán, Im Krebsgang) es una novela del escritor alemán y Premio Nobel de Literatura Günter Grass, publicada en 2002. Como en algunos de sus trabajos anteriores, Grass se encarga de plasmar los efectos del pasado en el presente; en el proceso mezcla hechos de la vida real (el asesinato de Wilhelm Gustloff por David Frankfurter, y el hundimiento del transatlántico Wilhelm Gustloff por el submarino soviético S 13 capitaneado por Aleksandr Marinesko) con hechos ficticios (la familia Pokriefke).

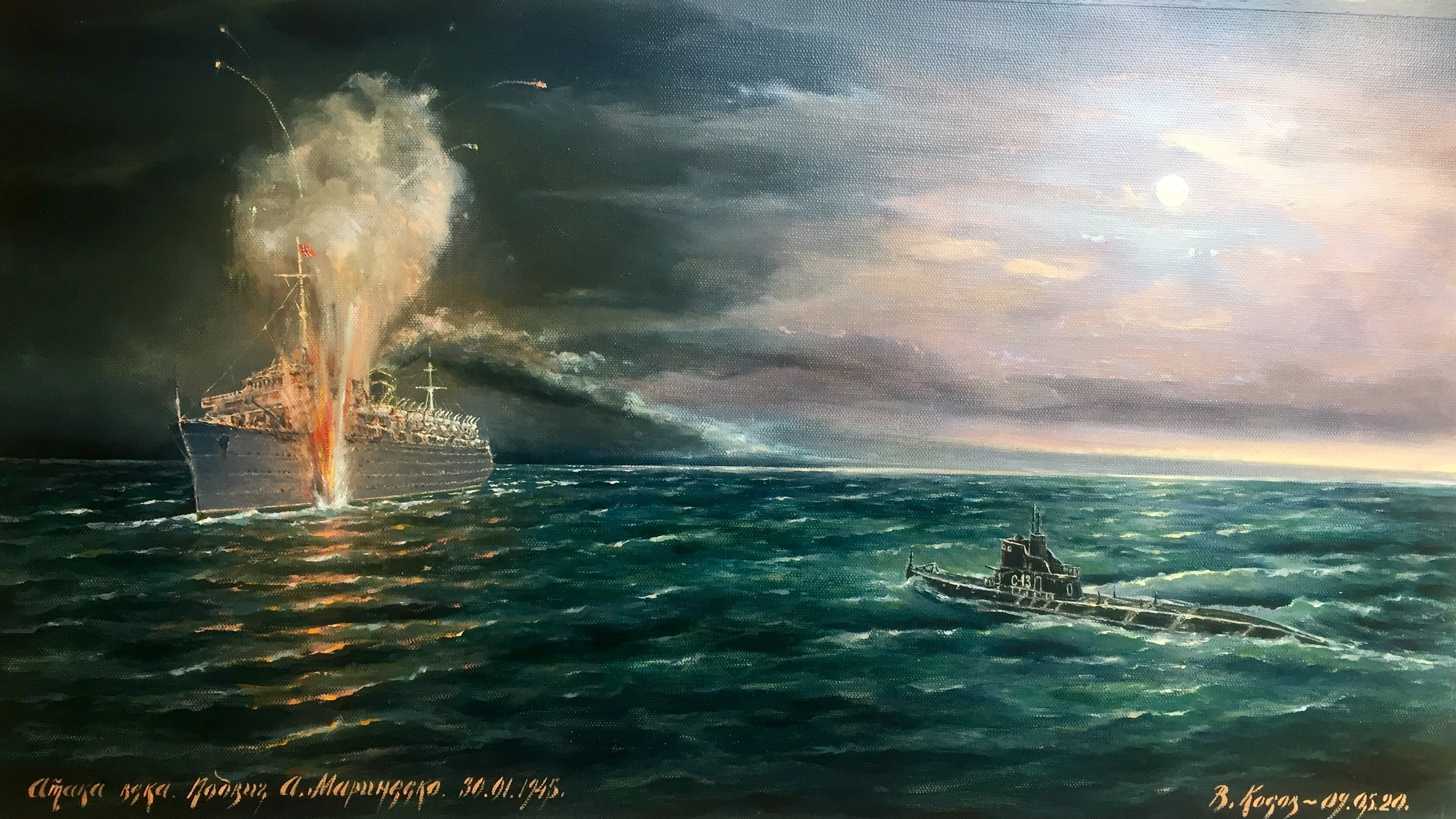
Ataque 30 de enero de 1945

## Sinopsis
El narrador de la historia, Paul Pokriefke, nació el 30 de enero de 1945 en el transatlántico de A la Fuerza por la Alegría Wilhelm Gustloff mientras se hundía, debido a que fue torpedeado por el submarino soviético S 13. Su joven madre Úrsula "Tulla" Pokriefke (nacida en Gdansk), era uno de los 10.000 pasajeros de la embarcación, y fue rescatada por el barco torpedero Löwe del naufragio, en el que murieron sus padres. De acuerdo a Tulla, Paul nació en el barco torpedero mientras el transatlántico se hundía. Paul crece sin padre (e incluso se llega a insinuar que Tulla ni siquiera sabe quién es) y bajo la influencia de las circunstancias de su nacimiento, a tal punto que hubiera deseado haber nacido en otra fecha. A su vez, su madre siempre le hacía saber que "era su deber" contar su historia de supervivencia a todos por escrito. 
Buscando información acerca de la historia del transatlántico y del hombre a quien debió su nombre, Paul encuentra el sitio web www.blutzeuge.de, en donde se hace apología a la organización política nazi A la Fuerza por la Alegría; se examinan los hechos alrededor del asesinato del político nazi Wilhelm Gustloff por el judío David Frankfurter y los hechos que condujeron al hundimiento de la embarcación. Se revela después que su hijo Konrad (llamado así por pedido de Tulla para honrar a su hermano discapacitado que murió ahogado en el Mar Báltico cuando eran niños), quién vive separado de él, está interesado en la historia del transatlántico debido a la influencia de la abuela. Paul luego deduce que Konrad es quien administra el sitio web, en el cual toma parte en discusiones donde él adopta el rol de Gustloff, y la parte de Frankfurter es adoptada por otro joven llamado Wolfgang Stremplin, llevadas a cabo de forma anónima. En dicha tertulia, Konrad aboga por que se considere a Gustloff como un mártir, mientras que Wolfgang intenta refutar sus argumentos y exponer los suyos. 
Los dos jóvenes desarrollan una "amistad enemiga", que termina luego en una reunión en el mundo real en Schwerin. Wolfgang, que ha asumido el papel del judío David Frankfurter, refleja su amor por el judaísmo en sí mismo al pretender ser un verdadero judío en el chat. En la reunión, Konrad le enseña el antiguo sitio conmemorativo en honor a Gustloff (del cual sólo quedan vestigios). Al llegar y conocer el sitio, Wolfgang escupe tres veces, lo que a los ojos de Konrad es una profanación, razón por la cual desenfunda un arma y le dispara cuatro veces (la misma cantidad de veces que Frankfurter disparó a Gustloff). Luego de cometer el crimen, Konrad se entrega a la policía, y justifica sus acciones diciendo: Disparé porque soy alemán. Esto también refleja las acciones de Frankfurter, quién al ser cuestionado por el asesinato de Gustloff en Davos, se puso de pie y dijo: Disparé porque soy judío. 
En el juicio contra Konrad se revela que Wolfgang no era realmente judío. Después, en una discusión a las afueras de las instalaciones del juzgado,Tulla le comunica a Paul y a Gabi (la exesposa de Paul y madre de Konrad) que fue ella quién le proporcionó el arma con el fin de proteger a su nieto, quien estaba siendo amenazado por otros activistas de ultraderecha. Al final de la novela Paul descubre, horrorizado, que las acciones de su hijo encarcelado están siendo celebradas en internet y que ahora es catalogado como "un mártir", a lo que el narrador hace alusión con la frase final: "No cesa. No cesará nunca".

## Origen del título
En la primera parte de la novela, después de que se da a conocer que Paul encontró la página web www.blutzeuge.de, se deja implícito el origen del título: 
Desde entonces me resulta claro cuál es el testimonio que debo dar. Pero todavía no sé si, como he aprendido, debo desbobinar primero una cosa, luego la otra y después esta vida o aquella, o recorrer el tiempo oblicuamente, un poco al estilo de los cangrejos, cuyo retroceso lateral engaña, porque avanzan con bastante rapidez.
Como los cangrejos deben "moverse hacia atrás para avanzar", Grass se refiere a la necesidad de referenciar eventos del pasado para avanzar en el entendimiento de sucesos del presente.